# Кроазиј (Орн)
Кроазиј (фр. Croisilles) насеље је и општина у северној Француској у региону Доња Нормандија, у департману Орн која припада префектури Аржантан.
По подацима из 2011. године у општини је живело 207 становника, а густина насељености је износила 18,29 становника/km². Општина се простире на површини од 11,32 km². Налази се на средњој надморској висини од 250 метара (максималној 303 m, а минималној 186 m).

## Демографија
| 1962. | 1968. | 1975. | 1982. | 1990. | 1999. | 2011. |
| ----- | ----- | ----- | ----- | ----- | ----- | ----- |
| 231   | 237   | 190   | 181   | 169   | 172   | 207   |

График промене броја становника у току последњих година